# Pseudoeoscyllina brevipennisoides
Pseudoeoscyllina brevipennisoides is een rechtvleugelig insect uit de familie veldsprinkhanen (Acrididae). De wetenschappelijke naam van deze soort is voor het eerst geldig gepubliceerd in 2012 door Zhang, Zheng & Yang.